# Eurocopa Femenina de Futbol 2013
L'Eurocopa Femenina de Futbol 2013 va ser l'onzena edició de la competició. Es va jugar a Suècia, que ja havia sigut co-amfitrió al 1997.
Alemanya va guanyar el seu vuitè trofeu, i sisè consecutiu, derrotant a Noruega a la final.

## Classificació
- Article principal: Classificació per a l'Eurocopa Femenina de Futbol 2013

| Itàlia    | Alemanya   | Noruega          | França  | Finlàndia  | Anglaterra    | Dinamarca |
| Rússia    | Espanya    | Islàndia         | Escòcia | Ucraïna    | Països Baixos | Austria   |
| Polònia   | Romania    | Bèlgica          | Gal·les | Belarús    | Sèrbia        | Txèquia   |
| Bòsnia    | Suïssa     | Irlanda del Nord | Irlànda | Eslovàquia | Eslovènia     | Portugal  |
| Grècia    | Kazakhstan | Hongria          | Israel  | Estònia    | Croàcia       | Armènia   |
| Macedònia | Turquia    | Bulgaria         |         |            |               |           |
| Lituània  | Malta      |                  |         |            |               |           |
| Luxemburg | Geòrgia    |                  |         |            |               |           |
| Letònia   | Feroe      |                  |         |            |               |           |

## Resultats
| Data                          | Equip #1                      | R.                            | Equip #2                      | Golejadores                                                   | Ciutat                        | Estadi                        | Àrbitra                       | Asist.                        |
| Primera Fase: Primera jornada | Primera Fase: Primera jornada | Primera Fase: Primera jornada | Primera Fase: Primera jornada | Primera Fase: Primera jornada                                 | Primera Fase: Primera jornada | Primera Fase: Primera jornada | Primera Fase: Primera jornada | Primera Fase: Primera jornada |
| ----------------------------- | ----------------------------- | ----------------------------- | ----------------------------- | ------------------------------------------------------------- | ----------------------------- | ----------------------------- | ----------------------------- | ----------------------------- |
| 10/07                         | Itàlia                        | 0-0                           | Finlàndia                     |                                                               | Halmstad                      | Örjans Vall                   | Albon                         | 03.011                        |
| 10/07                         | Suècia                        | 1-1                           | Dinamarca                     | Fischer 36' — Gajhede 26'                                     | Gotemburg                     | Gamla Ullevi                  | Steinhaus                     | 16.128                        |
| 11/07                         | Noruega                       | 1-1                           | Islàndia                      | Hegland 26' — Vidarsdóttir 87'                                | Kalmar                        | Guldfågeln Arena              | Kulcsár                       | 03.867                        |
| 11/07                         | Alemanya                      | 0-0                           | Països Baixos                 |                                                               | Växjö                         | Myresjöhus Arena              | Spinelli                      | 08.861                        |
| 12/07                         | França                        | 3-1                           | Rússia                        | Delie 21' 33', Le Sommer 67' — Morozova 84'                   | Norrköping                    | Nya Parken                    | Palmqvist                     | 02.980                        |
| 12/07                         | Anglaterra                    | 2-3                           | Espanya                       | Aluko 8', Bassett 89' — Boquete 4', Hermoso 85', Putellas 93' | Linköping                     | Arena Linköping               | Monzul                        | 05.190                        |
| Primera Fase: Segona jornada  |                               |                               |                               |                                                               |                               |                               |                               |                               |
| 13/07                         | Itàlia                        | 2-1                           | Dinamarca                     | Gabbiadini 55', Mauro 60' — Brogaard 66'                      | Halmstad                      | Örjans Vall                   | Staubli                       | 02.190                        |
| 13/07                         | Finlàndia                     | 0-5                           | Suècia                        | Fischer 15' 36', Asllani 38', Schelin 60' 87'                 | Gotemburg                     | Gamla Ullevi                  | Dorcioman                     | 16.414                        |
| 14/07                         | Noruega                       | 1-0                           | Països Baixos                 | Gulbrandsen 56'                                               | Kalmar                        | Guldfågeln Arena              | Albon                         | 04.256                        |
| 14/07                         | Islàndia                      | 0-3                           | Alemanya                      | Lotzen 24', Okoyino 55' 84'                                   | Växjö                         | Myresjöhus Arena              | Heikkinen                     | 04.620                        |
| 15/07                         | Anglaterra                    | 1-1                           | Rússia                        | Duggan 92' — Korovkina 38'                                    | Linköping                     | Arena Linköping               | Steinhaus                     | 03.629                        |
| 15/07                         | Espanya                       | 0-1                           | França                        | Renard 5'                                                     | Norrköping                    | Nya Parken                    | Vitulano                      | 05.068                        |
| Primera Fase: Tercera jornada |                               |                               |                               |                                                               |                               |                               |                               |                               |
| 16/07                         | Suècia                        | 3-1                           | Itàlia                        | Manieri pp 47', Schelin 49', Öqvist 57' — Gabbiadini 78'      | Halmstad                      | Örjans Vall                   | Kulcsár                       | 07.288                        |
| 16/07                         | Dinamarca                     | 1-1                           | Finlàndia                     | Brogaard 29' — Sjölund 87'                                    | Gotemburg                     | Gamla Ullevi                  | Monzul                        | 08.360                        |
| 17/07                         | Alemanya                      | 0-1                           | Noruega                       | Isaksen 45'                                                   | Kalmar                        | Guldfågeln Arena              | Staubli                       | 10.346                        |
| 17/07                         | Països Baixos                 | 0-1                           | Islàndia                      | Brynjarsdottir 30'                                            | Växjö                         | Myresjöhus Arena              | Dorcioman                     | 03.406                        |
| 18/07                         | França                        | 3-0                           | Anglaterra                    | Le Sommer 9', Necib 62', Renard 64'                           | Linköping                     | Arena Linköping               | Heikkinen                     | 07.332                        |
| 18/07                         | Rússia                        | 1-1                           | Espanya                       | Terekhova 44' — Boquete 14'                                   | Norrköping                    | Nya Parken                    | Palmqvist                     | 02.157                        |
| Quarts de final               |                               |                               |                               |                                                               |                               |                               |                               |                               |
| 21/07                         | Suècia                        | 4-0                           | Islàndia                      | M. Hammarström 3', Öqvist 14', Schelin 19' 59'                | Halmstad                      | Örjans Vall                   | Heikkinen                     | 07.468                        |
| 21/07                         | Itàlia                        | 0-1                           | Alemanya                      | Laudehr 26'                                                   | Växjö                         | Myresjöhus Arena              | Kulcsár                       | 09.265                        |
| 22/07                         | Noruega                       | 3-1                           | Espanya                       | Gulbrandsen 24', Paredes pp 43', Hegerberg 64' — Hermoso 92'  | Kalmar                        | Guldfågeln Arena              | Steinhaus                     | 10.435                        |
| 22/07                         | França                        | 1-1                           | Dinamarca                     | Necib 71' — Rasmussen 28'. Penals: 2-4                        | Linköping                     | Arena Linköping               | Vitulano                      | 07.448                        |
| Semifinals                    |                               |                               |                               |                                                               |                               |                               |                               |                               |
| 24/07                         | Suècia                        | 0-1                           | Alemanya                      | Marozsán 33'                                                  | Gotemburg                     | Gamla Ullevi                  | Staubli                       | 16.608                        |
| 25/07                         | Noruega                       | 1-1                           | Dinamarca                     | Christensen 3' — Gajhede 87' . Penals: 4-2                    | Norrköping                    | Nya Parken                    | Monzul                        | 09.260                        |
| Final                         |                               |                               |                               |                                                               |                               |                               |                               |                               |
| 28/07                         | Alemanya                      | 1-0                           | Noruega                       | Mittag 49'                                                    | Solna                         | Friends Arena                 | Dorcioman                     | 41.301                        |